# جان بل ادواردز
جان بل ادواردز (انگلیسی: John Bel Edwards؛ زادهٔ ۱۶ سپتامبر ۱۹۶۶) وکیل و سیاستمدار آمریکایی و فرماندار فعلی ایالت لوئیزیانا است.

## زندگی‌نامه
وی بعنوان افسر سابقه سالها خدمت در نیروهای ویژه هوابرد نیروی زمینی ایالات متحده آمریکا را داشته و در عرصه سیاسی همزمان با نمایندگی حوزه هفتاد و دوم، دو دوره نیز رهبری نمایندگان اقلیت را در مجلس ایالتی لوئیزیانا بر عهده داشت.
جان ادواردز مجلس قانونگذاری ایالتی را برای شرکت در انتخابات فرمانداری در سال ۲۰۱۵ ترک کرد و به عنوان نماینده حزب دموکرات وارد کارزار انتخاباتی شد و در ۲۱ نوامبر ۲۰۱۵ با شکست سناتور جمهوری‌خواه دیوید ویتر در دور دوم این انتخابات به پیروزی رسید.
او پس از ادای سوگند در ۱۱ ژانویه ۲۰۱۶ بعنوان پنجاه و ششمین فرماندار ایالت لوئیزیانا آغاز به کار کرده‌است.